# 出羽良彰
出羽 良彰（でわ よしあき、1984年2月26日 - ）は、日本の作曲家、編曲家、音楽プロデューサー、ギタリスト。大阪府松原市出身。レインボーエンタテインメント、カレント所属。血液型はO型。

## 経歴
- 2006年3月　音楽ユニット「樹海」のメンバーとしてメジャーデビュー。
- 2008年以降、様々なアーティストへの楽曲提供、編曲、プロデュースといった活動を始める。

## 楽曲提供、編曲、プロデュース
- amazarashi（全作品編曲・サウンドプロデュース）「ゴースト」「痛覚」「君のベストライフ」「永遠市」「アンチノミー」「スワイプ」「カシオピア係留所」「七号線ロストボーイズ」「境界線」「令和二年、雨天決行」「ボイコット」「さよならごっこ」「リビングデッド」「地方都市のメメント・モリ」「空に歌えば」「メッセージボトル」「命にふさわしい」「虚無病」「世界収束二一一六」「スピードと摩擦」「あまざらし 千分の一夜物語 スターライト」「季節は次々死んでいく」「夕日信仰ヒガシズム」「あんたへ」「ねえママ あなたの言うとおり」「ラブソング」「千年幸福論」「アノミー」「ワンルーム叙事詩」「爆弾の作り方」「0.6」「0.」
- 饗庭純「Haku」
- 大神ミオ「Little pack」
- 大森靖子「kitixxxgaia」「YABATAN伝説」「勹″ッと<るSUMMER」「TOKYO BLACK HOLE」「さっちゃんのセクシーカレー」「洗脳」「きゅるきゅる」
- クアイフ「タイムマシーン」「未来エモーション」
- 黒崎真音「Mystical Frowers」「黎鳴」「十鬼の絆 関ヶ原奇譚」「HELL:ium」「Butterfly Effect」「五色詠 -Immortal Lovers-」「H.O.T.D」
- コレサワ　「センチメンタルに刺された」
- 近藤晃央「ブラックナイトタウン」「あい」「ゆえん」「らへん」
- 斉藤壮馬　「林檎」「レミニセンス -unplugged-」
- sympathy「トランス状態」
- 鈴木みのり「まぼろし」
- 菅田将暉「ロングホープフィリア」「スプリンター」
- 焚吐　「黒いキャンバス」「夢負い人」
- とた「紡ぐ」「あるく」「予感」
- 中島美嘉「僕が死のうと思ったのは」
- nano.RIPE 「エンブレム」「トロット」
- NIKIIE「Equal」「CHROMATOGRAPHY」
- HACHI 「ビー玉」「万華鏡」「Pale Blue Dot」
- harha「アンコモンセンス」「争奪最前戦」「ふうらい」
- haju:harmonics 「月蝕」
- Halo at 四畳半　「イノセントプレイ」「蘇生」「リビングデッド・スイマー」
- 眩暈SIREN「夕立ち」「蒼彩」
- やなぎなぎ　「homeward journey」「Branch」「re-live」「砂糖玉の月」「Follow My Tracks」「カザキリ」「三つ葉の結びめ」
- 湯木慧　「追憶」
- ヨノ「拝啓、はじまりの色」「響く音の、その先で」
- LiSA「ブラックボックス」（編曲[4]）   etc…

## ドラマ
- ドラマ「浅草ラスボスおばあちゃん」劇伴（出羽良彰　堀川真理子）
- WOWOW 連続ドラマW 「ゴールデンカムイ -北海道刺青囚人争奪編-」劇伴（やまだ豊 出羽良彰）
- U-NEXT 「MALICE」劇伴
- NHK ドラマ10「育休刑事」劇伴
- NHK「星新一の不思議な不思議な短編ドラマ」テーマ曲
- 「ラブシェアリング」劇伴
- 「私たちはどうかしている」劇伴
- 「恋する母たち」劇伴
- 「マイルノビッチ」劇伴
- 「左ききのエレン」劇伴
- 「ヴィレヴァン！」劇伴
- 「福岡美人が行く！」劇伴
- 「初めて恋をした日に読む話」劇伴
- 「きみが心に棲みついた」劇伴
- 「下剋上受験」劇伴
- 「べっぴんさん」劇伴（Guitar）
- 「本日は、お日柄もよく」劇伴（Guitar）
- 「好きな人がいること」 劇伴（Guitar）
- 「AKB48総選挙スキャンダルアキバ文書」劇伴
- 「ラブラブエイリアン」劇伴
- 「コントレール〜罪と恋〜」 劇伴（Guitar）
- 「ダメな私に恋してください」劇伴（出羽良彰 羽深由理）
- 「5時から9時まで」劇伴（出羽良彰 羽深由理）
- 「恋仲」 劇伴（Guitar）
- 「婚活刑事」劇伴（出羽良彰 羽深由理）
- 「ワイルド・ヒーローズ」劇伴（出羽良彰 大間々 昂）
- 「問題のあるレストラン」劇伴（出羽良彰 羽深由理）
- 「僕のいた時間」劇伴（出羽良彰 やまだ豊）
- 「クロコーチ」劇伴（出羽良彰 羽深由理）
- 「オンナ♀ルール 幸せになるための50の掟」劇伴
- 「黒の女教師」劇伴（出羽良彰 羽深由理）
- 「たぶらかし」劇伴（出羽良彰 田尻知之）
- 「私はシャドウ」劇伴
- 「名もなき毒」　主題歌編曲

## CM
- TORIDOLL
- Nescafe
- Google「いま、やりたいことに。」2016 TVCM（作曲 編曲）
- minne「こだわりを買おう」篇 2016 TVCM（作曲 編曲）
- PHILIPS「sonicare」2016 TVCM（作曲 編曲）
- asics
- TOSHIBA

## アニメ
- 「よふかしのうた season2」劇伴
- 「ヴァージン・パンク」劇伴
- 「剣勇伝説YAIBA」（やまだ豊と共作）
- 「えぶりでいホスト」劇伴
- 「 青の祓魔師  終夜篇 」OPテーマ（編曲,SoundProduce）
- 「NieR;Automata Ver1.1A」EDテーマ（編曲,SoundProduce）
- 「よふかしのうた」劇伴
- 「地獄楽」劇伴
- 「海賊王女」EDテーマ（作曲 編曲）
- 「86-エイティシックス-」2クールOPテーマ（編曲,SoundProduce）
- スター・ウォーズ：ビジョンズ「 のらうさロップと緋桜お蝶」劇伴
- スター・ウォーズ：ビジョンズ「 タトゥイーン・ラプソディ」劇伴
- 「平穏世代の韋駄天達」劇伴
- 「白い砂のアクアトープ」劇伴[5]
- 「Tokyo 7th シスターズ -僕らは青空になる-」劇伴
- 「アイ★チュウ」劇伴
- 「大家さんと僕」劇伴
- 「食戟のソーマ　神ノ皿」EDテーマ（編曲,SoundProduce）
- 「兄に付ける薬はない!」劇伴
- 「どろろ」EDテーマ（編曲,SoundProduce）
- 「色づく世界の明日から」劇伴
- 「僕のヒーローアカデミア」OPテーマ（編曲,SoundProduce）
- 「ゲーマーズ!」劇伴
- 「ふらいんぐうぃっち」劇伴
- 「月曜日のたわわ」劇伴、主題歌編曲
- 「英国一家、日本を食べる」 劇伴（羽深由理 出羽良彰）
- 「凪のあすから」劇伴
- 「AMNESIA」劇伴[6]
- 「キノの旅 -the Beautiful World- the Animated Series」劇伴、EDテーマ（編曲）
- 「ねこねこ日本史」EDテーマ（編曲,SoundProduce）
- 「闇芝居　第四期」EDテーマ（編曲,SoundProduce）
- 「ノルンノネット」 OPテーマ（編曲,SoundProduce）
- 「食戟のソーマ」EDテーマ（編曲,SoundProduce）
- 「乱歩奇譚 Game of Laplace」OPテーマ（編曲,SoundProduce）
- 「東京喰種トーキョーグール√A」EDテーマ（編曲,SoundProduce）
- 「NARUTO -ナルト- 疾風伝」EDテーマ（編曲,SoundProduce）
- 「薄桜鬼 黎明録」主題歌（作曲 編曲）
- 「薄桜鬼 黎明録」OPテーマ（作曲 編曲）
- 「薄桜鬼 雪華録」EDテーマ（作曲 編曲）
- 「学園黙示録 HIGHSCHOOL OF THE DEAD」EDテーマ（作曲 編曲）
- 「ああっ女神さまっ 闘う翼」OP,EDテーマ（作曲 編曲,SoundProduce）
- 「武装錬金」EDテーマ（作曲 編曲,SoundProduce）
- 「ああっ女神さまっ それぞれの翼」EDテーマ（作曲 編曲,SoundProduce）
- 「Fate/stay night」EDテーマ（作曲 編曲,SoundProduce）

## 映画
- 「港に灯がともる」主題歌 編曲
- 「赤羽骨子のボディガード」（やまだ豊、96Savagesと共作）
- Netflix「ゾン100〜ゾンビになるまでにしたい100のこと〜」劇伴
- 「すみっコぐらし とびだす絵本とひみつのコ」劇伴（羽深由理、堀川真理子と共作）
- 「すみっコぐらし 青い月夜のまほうのコ」劇伴（羽深由理、南方裕里衣と共作）
- 「リトル・サブカル・ウォーズ　ヴィレヴァン!の逆襲」劇伴